# 長崎めがね橋

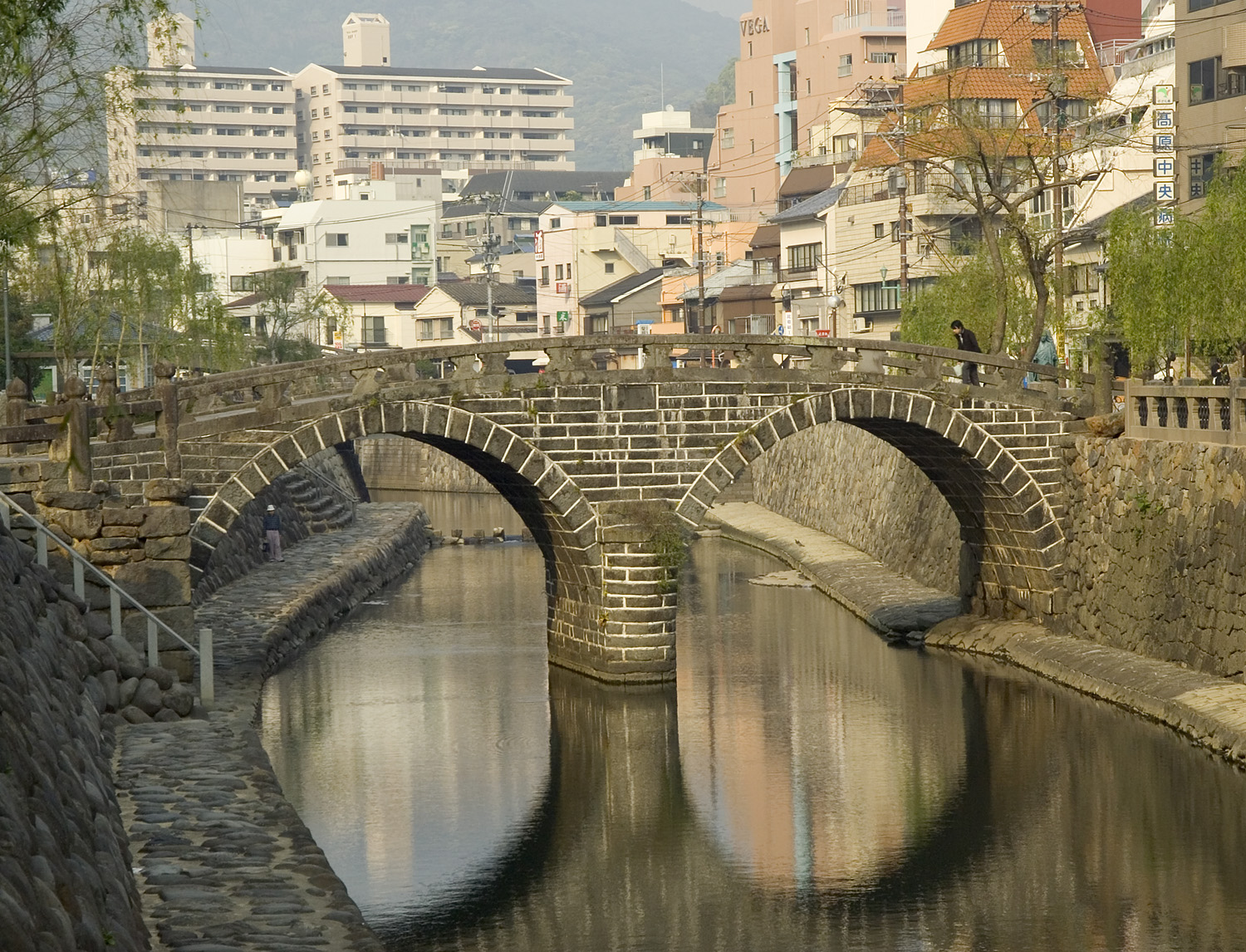
歌詞と映像に登場する眼鏡橋

「長崎めがね橋」（ながさきめがねばし）は、1969年4月から5月までNHKの『みんなのうた』で放送された曲。作詞：やなせたかし、作曲：小川寛興、歌：倍賞千恵子＆ひばりヶ丘少年少女合唱団。

## 概要
『みんなのうた』が1969年度から放送していた「お国めぐりシリーズ」の第1弾。長崎県を題材にしており、歌詞には眼鏡橋や出島などの長崎の名物を織り込んでいる。歌に合わせて流れる映像は、眼鏡橋を中心とする長崎市内の風景を撮影したものである。各番のサビ部分では、「眼鏡橋」にちなんで2つの「輪」が合成された映像が流れる。
この曲は、キングレコードから発売された『みんなのうた』関連LPレコードに収録されている。再放送は、衛星第2テレビの『なつかしのみんなのうた』2006年8月31日・同年12月24日・2007年1月2日放送分で行われた後、2014年4月から同年5月に45年ぶりとなる地上波での再放送が行われ、その5年後で、初放送されてからちょうど半世紀たった2019年4月から5月にも(ラジオのみ)で再放送される。

## 備考
3番冒頭の歌詞は、原曲では「町がカステラ色になり」となっているが、『みんなのうた』放送時には「町はカステラ色に暮れ」に変えられている。歌詞変更の理由は不明。